# Carinotetraodon irrubesco
Carinotetraodon irrubesco is een straalvinnige vissensoort uit de familie van de kogelvissen (Tetraodontidae). De wetenschappelijke naam van de soort is voor het eerst geldig gepubliceerd in 1999 door Tan.